# Kai Kristiansen (Designer)
Kai Kristiansen (* 1929) ist ein dänischer Möbeldesigner.

## Leben
Kristiansen beendete 1947 seine Lehre zum Schreiner. Dann besuchte er bis 1951 die Möbelschule an der Königlich Dänischen Kunstakademie in Kopenhagen. Dort lernte er bei Kaare Klint und übernahm zu weiten Teilen dessen Auffassung von Ergonomie. Im Anschluss war er als Wandergeselle unterwegs, um von verschiedenen Meistern zu lernen.
1955 eröffnete Kristiansen seine eigene Designwerkstatt. Sein für die Karriere wohl bedeutendstes Stück, der Teak-Esstischarmstuhl „#42“ (aufgrund der Gestellform auch „Z-Stuhl“ genannt), entwarf er 1956 für die Schou Andersen Møbelfabrik, die bis heute in Familienbesitz ist. Weitere Entwürfe fertigte er für die Magnus Olsen, Fritz Hansen, für die Feldballes Møbelfabrik, die Kaagaards Møbelfabrik a/s, die Tarm Stole og Møbelfabrik und die Vildbjerg Møbelfabrik. Für IKEA entwarf er in den 1950er Jahren den Armlehnstuhl „Troika“, anderen Quellen nach „Troja“.
Von 1956 bis 1965 veranstaltete er eine Möbelmesse, um einen Austausch zwischen dänischen Designern anzuregen. Von 1966 bis 1970 war er Mitorganisator der skandinavischen Möbelmesse (Skandinavisk Møbelmesse).